# فريق سنترنز الذهبي
فريق سنترنز الذهبي للاستعراض الجوي. (بالإنجليزية: Golden Centennaires)‏. هو فريق الطيران الجوي للقوات الجوية الملكية الكندية (RCAF) الذي كان يؤديه في عام 1967 ، وهو الذكرى المئوية الكندية. تم إنشاء الفريق للاحتفال بالذكرى الكندية.

## الفريق
يتضمن الفريق تشكيل مكون من ثماني طائرات بقيادة قائد الجناح أو.بي.بي.بي.ام. دبليو دي سي، سي دي، تشكيلات من ست طبقات تتناوب مع طائرتين منفردتين. كانت الطائرة المستخدمة هي المحاضرة سي تي-114 ، التي كانت تشبه مخطط الطلاء الأزرق والذهبي.
قام فريق سنترنز الذهبي بعدد 103 عرض في كندا ، بما في ذلك حفل الافتتاح والختام لمعرض اكسبو 67 في مونتريال، وسبعة عروض في الولايات المتحدة، وعروضان في جزر الباهاما. تم حل الفريق بعد العرض الأخير من الموسم، ولكن تم استخدام الطائرة بعد بضع سنوات بواسطة فريق طيور الثلج، المنتخب الوطني الحالي في كندا.
يحلق فريق سنترنز بواسطة أفرو 504 ، و CF-104 ستارفايتر ووالفودو ماكدونيل CF-101. جميع هذه الطائرات يؤديها في العرض الجوي فريق سنترنز الذهبي.